# ソーシャル・セマンティック・ウェブ
ウェブがコミュニケーションのプラットフォームとして活用されることで、人々がウェブ上で活発に交流し、その中で系統立てられ意味を表現する豊かな知識表現が創造されてきている。ソーシャル・セマンティック・ウェブ（英語：Social Semantic Web) は、この協働で知識を編み上げるシステムを指す。人々の貢献に基づいて有用な情報を提供できるとともに、より多くの人々の参加によってより有用な情報が提供できる。セマンティック・ウェブ、ソーシャル・ソフトウェア、およびWeb_2.0と技術や思想、方法論において強い関連性がある。

## 例
- DBpediaは、ウィキペディアから構造化された情報を抜粋して、その情報をウェブで利用可能にするためのプロジェクト。DBpediaによって、ある形式のクエリを使ってウィキペディアを検索したりウェブ上の他のデータをウィキペディアに関連付けたりすることができる。
- SIOCは、ブログやフォーラム、メーリングリストといった相互接続討論手段を提供し、オントロジーと、一般的なブログやコンテンツ管理システム (CMS) からメタデータを生成するSIOCメタデータ・プロデューサー、SIOCのデータを活用するためのブラウジング及び検索システムとストレージで構成されている。SIOCオントロジーは、オンラインの議論のなかで明示的または暗黙的に含まれている情報をコンピュータが解読可能な形式で記述するためのオープンな規格である。
- Stumpedia は、フォークソノミーをはじめとした人による活動によって、ウェブに索引をつけて、組織化して、評判情報をつけるプロジェクト。創立者およびCEOはルイス・ペレイラ。自然言語処理とセマンティック・ウェブの発展の支援が目的。
- Semandeks は、セマンティック・ウェブをボトムアップで築き上げるプロジェクト。UIに重点が置かれている。
- Evri は、ウェブ上のコンテンツに対して自動的にマイニングを行いRDF表現でデータ間の関係を蓄積する知的ソフトウェアを実装している。それにもとづいてユーザの検索した用語に関連性する用語や関連するウェブサイトを提示するサービスを提供している。
- FavikiとTagnauts[リンク切れ]は、ウィキペディアの記事が存在するタグに語彙を制限したソーシャルブックマークサービス。